# Santulhão
Santulhão es una freguesia portuguesa del municipio de Vimioso, con 47,53 km² de superficie y 508 habitantes (2001). Su densidad de población es de 10,7 hab./km².